# Škola (Malé Svatoňovice)
Škola v Malých Svatoňovicích (též Jiráskova škola) je velká zděná budova z roku 1925.

## Historie
Stavba započala budováním základů v roce 1914. Mezi lety 1916 a 1918 byly nicméně stavební práce přerušeny kvůli první světové válce. Budova školy pak byla dokončena a zkolaudována roku 1925 a poté ještě dovybavena (šatny, sprchy, tabule, skříně...), takže do provozu byla uvedena 1. září 1927.
V roce 2017 proběhla rekonstrukce objektu, směřující zejména ke zlepšení jeho tepelně-technických vlastností: došlo především na zateplení budovy a výměnu oken.
Od roku 2020 je budova chráněna jako kulturní památka.

## Architektura
Stavbu navrhl a provedl architekt a stavitel Otakar Nypl (též Nyppl), spolupracovník Dušana Jurkoviče. Stavba je situována severně od centra obce Malé Svatoňovice, ve Schejbalově ulici čp. 131.
Objekt byl původně vybudován na obdélníkovém půdorysu, přístavba tělocvičny na severozápadní straně je novější. Centrální část budovy je převýšená, třípatrová, s oválnou lodžií v nejvyšším patře, boční trakty jsou nižší. Budova má sokl ze žulových kvádrů, jinak je z cihelného zdiva, završená mansardovou střechou z falcovaného plechu. Střední převýšený trakt je na střeše ozdoben osmibokou lucernou s hrotnicí. Fasáda je okrová, zdobená lizénami a meziookenními pásky s motivem vejcovce.
V interiéru se dochovaly původní dlažby a terazzo. Původní je rovněž krov a vřetenové dřevěné schodiště do střešní lucerny. 

## Pamětní deska
U vstupu do budovy je umístěna pamětní deska Josefa Schejbala, který na škole působil od roku 1929 jako zástupce ředitele.